# Astragalus multiceps
Astragalus multiceps är en ärtväxtart som beskrevs av George Bentham. Astragalus multiceps ingår i släktet vedlar, och familjen ärtväxter. Inga underarter finns listade i Catalogue of Life.